# Meliorační a zpevňující dřeviny
Meliorační a zpevňující dřeviny (zkratka MZD) definuje lesní zákon[kde?] (Zákon 289/1995 Sb.) s ohledem na cílový hospodářský soubor. Zákon stanovuje druhovou skladbu porostů ve členění na dřeviny základní, dřeviny meliorační a zpevňující a dřeviny přimíšené a vtroušené, kterou je nutné dodržet při obnově lesa.

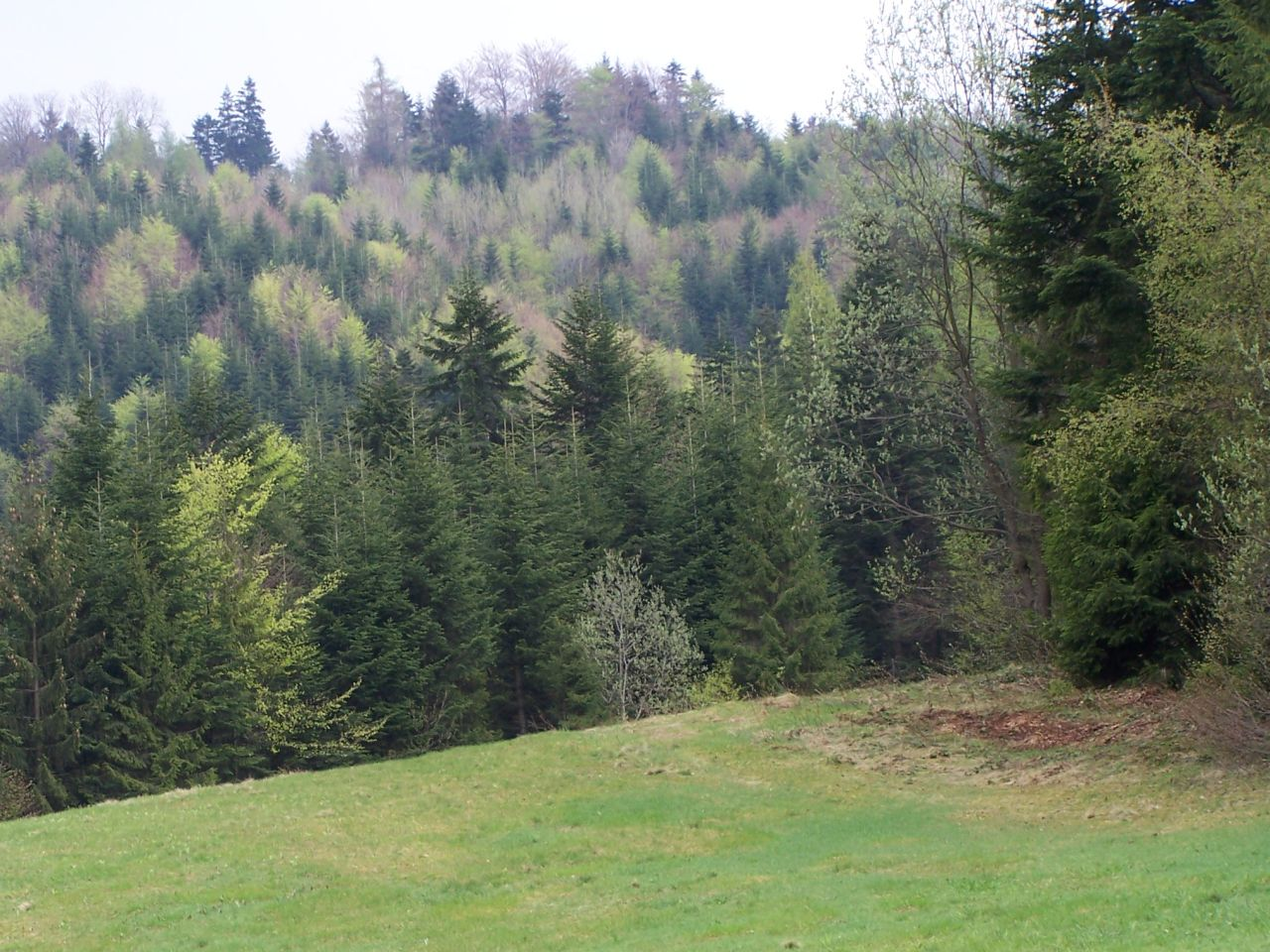
Smíšený les lépe odolává škodlivým činitelům

Vyhláška č. 83 MZe ze dne 18. března 1996 o zpracování oblastních plánů rozvoje lesů a o vymezení hospodářských souborů problematiku MZD řešila, byla však zrušena.

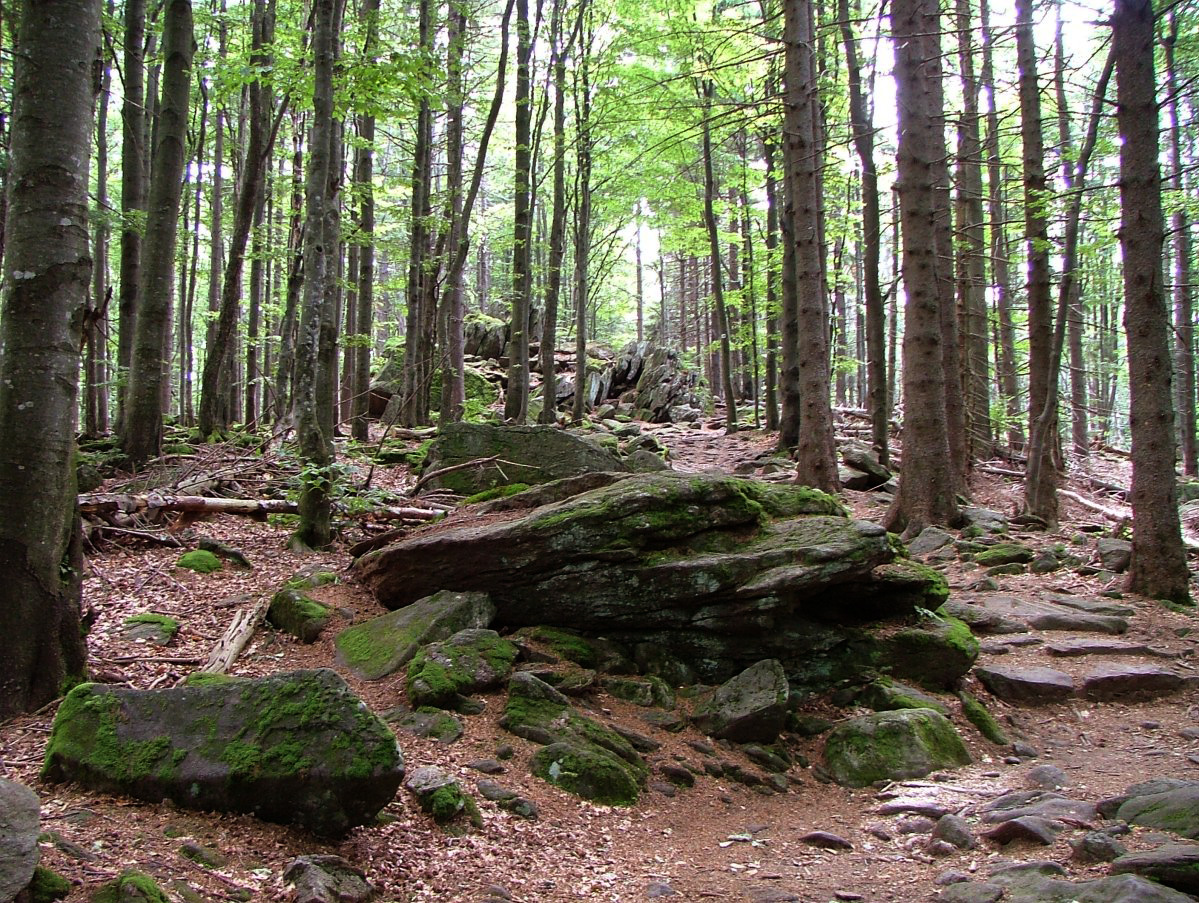
Smíšený les v Bavorském lese

## Určení výše procenta MZD
Minimální výši MZD při zalesňování stanoví lesní hospodářský plán (LHP) či lesní hospodářské osnovy (LHO) jako závaznou povinnost vlastníkovi lesa.
Procento MZD se odvozuje v základních hospodářských doporučeních dle hospodářských souborů. Obsahem těchto doporučení jsou i ustanovení, podle kterých se určí maximální výše těžeb, obmýtí a obnovní doba. Výše procenta (od 1 do 95 %) je závislá na tom,
- zda se jedná o les hospodářský nebo les ochranný nebo les zvláštního určení;
- o jaký se jedná hospodářský soubor (například HS 47 - Hospodářství oglejených stanovišť středních poloh);
- na jakém stanovišti se les nachází;
- o jaký soubor lesních typů (základní a alternativní) se jedná: např. 3V, 4V , 4O, 4P pro HS 47[3];
- v jaké fázi obnovy se daný porost nachází.

Podle všech těchto faktorů pak vyhláška 83/1996 Sb. v rámcovém vymezení hospodářských souborů určuje podíl taxativně vyjmenovaných dřevin základních, MZD a dřevin přimíšených a vtroušených.

## Přehled MZD
V praxi nejpoužívanější a nejosvědčenější MZD jsou:
- buk lesní
- dub letní
- jedle bělokorá
- lípa velkolistá i malolistá
- javor klen a javor mléč
- modřín opadavý
- olše lepkavá
- jasan ztepilý

K MZD se řadí také dub pýřitý, javor babyka (polní), jilm habrolistý a jilm horský, bříza pýřitá, ale také borovice kleč, jeřáb ptačí, jeřáb břek, topol osika, vrba bílá a vrba křehká a třešeň ptačí.

## Funkce MZD
Meliorační a zpevňující dřeviny plní svou existencí hned několik důležitých funkcí:
- Opadem listí a jeho postupným rozkladem zabraňují postupné degradaci lesních půd pronikáním živin a organických látek do půdy.
- Podílí se na zlepšování vodního režimu lesních půd (kořenovým systémem zpevňují půdu a zabraňují tak vývratům na podmáčených půdách).
- Pomáhají zpevňovat kostru lesního porostu a zvyšují tak odolnost proti povětrnostním vlivům (větrům, námraze).
- Vytvářejí příznivější mikroklima v lesních porostech.
- Snižují náchylnost porostů ke kalamitám způsobeným škůdci (známé případy smrkových monokultur napadených bekyní mniškou nebo kůrovcem).

Je důležité mít na paměti, že MZD jsou sice odolnější, stabilitě významně pomáhají, ale působení škodlivých činitelů nemohou zcela zabránit. Extrémní vichřice nebo mokrý sníh pochopitelně poškozují i přimíšené MZD. Nelze proto rezignovat na ostatní zásady lesnického hospodaření (zpevňování porostů včasnou výchovou, monitoring a likvidace hmyzích škůdců atp.). Výhodou je, pokud použitá meliorační a zpevňující dřevina dokáže poskytnout zároveň ekonomicky zajímavý výnos (ceněné dřevo, vysoká produkce). To je například případ třešně, buku, dubů, jilmů nebo olše.

## Ochrana MZD
S ohledem na náročnost (ekonomickou i časovou) obnovy lesa je běžnou a doporučovanou praxí ochrana MZD před poškozováním zvěří. K poškozování dochází převážně okusem, ohryzem nebo při vytloukání. Vlastní ochrana se provádí několika způsoby: buď jako celoplošná ochrana pletivem nebo oplůtky – v případě výsadby MZD do skupiny pohromadě (do tzv. oplocenek) – nebo jako jednotlivá ochrana, převážně do plastových, různě tvarovaných a různě velkých rour. Používají se však i nátěry různými repelenty proti okusu nebo netradiční (a nepříliš účinné) způsoby, jako například stříhané lidské vlasy zavěšené v pytlíku na sazenici.